# SUDEP
Con l'acronimo SUDEP (dall'inglese Sudden Unexpected Death in Epilepsy, "morte improvvisa e inattesa [di soggetti in corso] di epilessia") si intende il decesso di individui affetti da epilessia in buono stato di salute e in cui l'autopsia non riesce a riscontrare una causa del decesso.

## Epidemiologia
È un fenomeno che può insorgere prevalentemente nei pazienti epilettici con crisi epilettiche non controllate in particolare di tipo tonico-cloniche non trattate con alcun medicinale. Sebbene sia una delle principali cause di morte per i pazienti affetti da epilessia, l'incidenza è relativamente bassa, verificandosi all'incirca 1 caso ogni 1 000 persone affette da epilessia.

## Fattori di rischio
I maggiori fattori di rischio sono:
- la presenza di crisi epilettiche di tipo tonico-clonico generalizzate
- l'insorgenza dell'epilessia durante l'infanzia
- un'età compresa tra i 20 e i 40 anni
- la farmacoresistenza, oppure avere crisi epilettiche non trattate